# Nemoura sachaliensis
Nemoura sachaliensis är en bäcksländeart som beskrevs av Matsumura 1911. Nemoura sachaliensis ingår i släktet Nemoura och familjen kryssbäcksländor. Inga underarter finns listade i Catalogue of Life.